# 1975–1976-os UEFA-kupa
Az 1975–1976-os UEFA-kupa a verseny ötödik szezonja volt. A kupát az angol Liverpool nyerte, miután a kétmérkőzéses döntőben 4–3-as összesítéssel győzte le a belga Club Brugge csapatát.

## Első kör
| 1. csapat                | Össz.    | 2. csapat                | 1. mérk. | 2. mérk. |
| ------------------------ | -------- | ------------------------ | -------- | -------- |
| MSV Duisburg             | 10–3     | Enosis Neon Paralimni FC | 7–1      | 3–2      |
| Glentoran FC             | 1–14     | AFC Ajax                 | 1–6      | 0–8      |
| Grasshopper-Club Zürich  | 4–4 (ig) | Real Sociedad            | 3–3      | 1–1      |
| PAOK FC                  | 2–6      | FC Barcelona             | 1–0      | 1–6      |
| AIK                      | 1–2      | FK Szpartak Moszkva      | 1–1      | 0–1      |
| R. Antwerp FC            | 5–1      | Aston Villa FC           | 4–1      | 1–0      |
| FC Bohemians Praha       | 2–3      | Budapesti Honvéd         | 1–2      | 1–1      |
| FC Carl Zeiss Jena       | 4–0      | Olympique Marseille      | 3–0      | 1–0      |
| FC Universitatea Craiova | 2–4      | FK Crvena Zvezda         | 1–3      | 1–1      |
| Everton FC               | 0–1      | AC Milan                 | 0–0      | 0–1      |
| Feyenoord Rotterdam      | 1–4      | Ipswich Town FC          | 1–2      | 0–2      |
| GAIS                     | 4–5      | Śląsk Wrocław            | 2–1      | 2–4      |
| Hertha BSC Berlin        | 6–2      | HJK Helsinki             | 4–1      | 2–1      |
| Hibernian FC             | 2–3      | Liverpool FC             | 1–0      | 1–3      |
| Holbæk B&I               | 1–3      | Stal Mielec              | 0–1      | 1–2      |
| 1. FC Köln               | 5–2      | Boldklubben 1903         | 2–0      | 3–2 (hu) |
| Olympique Lyonnais       | 4–6      | Club Brugge              | 4–3      | 0–3      |
| Molde FK                 | 1–6      | Östers IF                | 1–0      | 0–6      |
| ASA Târgu Mureş          | 3–6      | Dynamo Dresden           | 2–2      | 1–4      |
| FK Csornomorec Odessza   | 1–3      | SS Lazio                 | 1–0      | 0–3      |
| FC Porto                 | 10–0     | FC Avenir Beggen         | 7–0      | 3–0      |
| SK Rapid Wien            | 2–3      | Galatasaray              | 1–0      | 1–3      |
| AS Roma                  | 2–1      | FK Dunav                 | 2–0      | 0–1      |
| FK Torpedo Moszkva       | 5–2      | SSC Napoli               | 4–1      | 1–1      |
| SK VOEST Linz            | 2–4      | Vasas                    | 2–0      | 0–4      |
| FK Vojvodina             | 1–3      | AEK Athén FC             | 0–0      | 1–3      |
| BSC Young Boys           | 2–4      | Hamburger SV             | 0–0      | 2–4      |
| Athlone Town AFC         | 4–2      | Vålerenga                | 3–1      | 1–1      |
| FK Inter Bratislava      | 8–2      | Real Zaragoza            | 5–0      | 3–2      |
| ÍBK Keflavík             | 0–6      | Dundee United FC         | 0–2      | 0–4      |
| Levszki-Szpartak Szófia  | 7–1      | Eskişehirspor            | 3–0      | 4–1      |
| Sliema Wanderers FC      | 2–5      | Sporting CP              | 1–2      | 1–3      |

## Második kör
| 1. csapat           | Össz.    | 2. csapat               | 1. mérk. | 2. mérk. |
| ------------------- | -------- | ----------------------- | -------- | -------- |
| MSV Duisburg        | 4–4 (ig) | Levszki-Szpartak Szófia | 3–2      | 1–2      |
| Athlone Town AFC    | 0–3      | AC Milan                | 0–0      | 0–3      |
| FC Carl Zeiss Jena  | 1–1 (bp) | Stal Mielec             | 1–0      | 0–1      |
| Dundee United FC    | 2–3      | FC Porto                | 1–2      | 1–1      |
| Galatasaray         | 2–7      | FK Torpedo Moszkva      | 2–4      | 0–3      |
| Hertha BSC Berlin   | 2–4      | AFC Ajax                | 1–0      | 1–4      |
| Budapesti Honvéd    | 2–3      | Dynamo Dresden          | 2–2      | 0–1      |
| FK Inter Bratislava | 3–3 (ig) | AEK Athén FC            | 2–0      | 1–3      |
| Ipswich Town FC     | 3–4      | Club Brugge             | 3–0      | 0–4      |
| FK Szpartak Moszkva | 3–0      | 1. FC Köln              | 2–0      | 1–0      |
| Östers IF           | 1–2      | AS Roma                 | 1–0      | 0–2      |
| Real Sociedad       | 1–9      | Liverpool FC            | 1–3      | 0–6      |
| Crvena Zvezda       | 1–5      | Hamburger SV            | 1–1      | 0–4      |
| Śląsk Wrocław       | 3–2      | Royal Antwerp FC        | 1–1      | 2–1      |
| Vasas               | 4–3      | Sporting CP             | 3–1      | 1–2      |
| SS Lazio            | 0–7      | FC Barcelona            | 0–3      | 0–4      |

## Harmadik kör
| 1. csapat           | Össz.    | 2. csapat               | 1. mérk. | 2. mérk. |
| ------------------- | -------- | ----------------------- | -------- | -------- |
| AFC Ajax            | 3–3 (bp) | Levszki-Szpartak Szófia | 2–1      | 1–2      |
| FC Barcelona        | 4–1      | Vasas                   | 3–1      | 1–0      |
| Club Brugge         | 2–0      | AS Roma                 | 1–0      | 1–0      |
| Dynamo Dresden      | 4–3      | FK Torpedo Moszkva      | 3–0      | 1–3      |
| Hamburger SV        | 3–2      | FC Porto                | 2–0      | 1–2      |
| FK Inter Bratislava | 1–2      | Stal Mielec             | 1–0      | 0–2      |
| Śląsk Wrocław       | 1–5      | Liverpool FC            | 1–2      | 0–3      |
| AC Milan            | 4–2      | FK Szpartak Moszkva     | 4–0      | 0–2      |

## Negyeddöntő
| 1. csapat      | Össz. | 2. csapat               | 1. mérk. | 2. mérk. |
| -------------- | ----- | ----------------------- | -------- | -------- |
| FC Barcelona   | 8–5   | Levszki-Szpartak Szófia | 4–0      | 4–5      |
| Club Brugge    | 3–2   | AC Milan                | 2–0      | 1–2      |
| Dynamo Dresden | 1–2   | Liverpool FC            | 0–0      | 1–2      |
| Hamburger SV   | 2–1   | Stal Mielec             | 1–1      | 1–0      |

## Elődöntő
| 1. csapat    | Össz. | 2. csapat    | 1. mérk. | 2. mérk. |
| ------------ | ----- | ------------ | -------- | -------- |
| FC Barcelona | 1–2   | Liverpool FC | 0–1      | 1–1      |
| Hamburger SV | 1–2   | Club Brugge  | 1–1      | 0–1      |

## Döntő
| 1. csapat | Össz. | 2. csapat   | 1. mérk. | 2. mérk. |
| --------- | ----- | ----------- | -------- | -------- |
| Liverpool | 4–3   | Club Brugge | 3–2      | 1–1      |